# Menetou-Salon
Menetou-Salon – miejscowość i gmina we Francji, w Regionie Centralnym, w departamencie Cher.
Według danych na rok 1990 gminę zamieszkiwało 1600 osób, a gęstość zaludnienia wynosiła 42 osoby/km² (wśród 1842 gmin Regionu Centralnego Menetou-Salon plasuje się na 251. miejscu pod względem liczby ludności, natomiast pod względem powierzchni na miejscu 199.).